# Salgó János
Salgó János (Udvard, 1828. május 25. – Nagysalló, 1893. június 1.) római katolikus alesperes-plébános, műfordító.

## Élete
A gimnáziumot Esztergomban és Komáromban, a bölcseletet 1847-től Nagyszombatban, a teológiát Pesten végezte el. 1854. március 12-én szentelték pappá.  Előbb Gután lett káplán, majd 1856 márciusától Kéménden, 1857-től pedig Esztergomban. 1866. június 12-től volt plébános Felsőtúron, majd Karancsságon, egyúttal a szécsényi kerület alesperese is lett. 1888. augusztus 10-től volt plébános Nagysallón és a lekéri kerület alesperese.
Jó viszonyban lévén Vaszary Kolossal, mint esztergomi tanárnak megjövendölte, hogy főapát lesz belőle. Midőn Vaszary főapát lett, Salgó akkor azt is megjósolta, hogy Magyarország prímási székére fog jutni. Merész volt a második jövendölés, mert ha természetesnek tűnik is fel, hogy a rend kiváló és közszeretetben élő tagja a főapáti székre jusson, sőt még természetesebbnek látszott, hogy 900 évvel előbb Szent István Asztrikot Pannonhalmáról hozta Esztergomba, — az már valóban rendkívüli előérzés volt, hogy két lusztrum híján 900 év múltán, Szent István utódja újra Pannonhalmáról fogja kinevezni Magyarország első főpapját. Salgó előérzete mindkét pontjában teljesült. Vaszary Kolos először Kruesz Krizosztom örökébe lépett.

## Újságcikkei
Cikkei a Pesti növendékpapság Munkálataiban (1852. Az egyház külhatása az ital és sajtóvészre); a Katholikus Néplapban (1852. A szegény zenész és pajtása); a Magyar Államban (1870. 22., 23. sz. Kölcsönzött eszmék Horváth Mihály (történész) püspök tárczájából; Szerény kérdés a nm. belügyminiszterhez, 75. Botokkal előadott argumentum az egyetem katholikus jellege mellett, 1871. 218. Egy pár szó a placetumról; 1873. 73., 197., 202., 212. sz. Hogyan oldhatjuk meg a káplánkérdést? 1883. 61. Nyilt levél a szerkesztőhöz, 130. Jakobey Károly); a Mátyás Diákban (297. A katholikus sajtó emelkedésének okai); írt még a Tanodai Lapokba s a Borászati Lapoknak 1883-tól 1886-ig munkatársa volt; többnyire álnevek alatt írt.

## Művei
- Tavaszvirág. Imakönyv sz. Alajos tiszteletére. Pest, 1852. (Ford. három társával együtt).
- A teremtés hat korszaka Mózes cosmogóniájának védelme a földtanból és a héber nyelvből vett érvekkel. Pest, 1853. (A pesti növendékpapság Munkálatai).
- A papi nőtlenség fölénye előnyösebb volt a nős állapot fölött. De Maistre után. Pest, 1854. (A pesti növendékpapság Munkálatai).
- Atala. Vallásos regény. Chateaubriand után. Esztergom, 1854.
- Árpádházi szent Erzsébet életrajza. Montalembert után, a magyar történetből vett fölvilágosításokkal. Eger, 1859. (Nem az ő műve, de sokat igazított rajta).
- Had lássuk őket! A szabad kőművesek mifélék, mit művelnek és mire törekszenek. Segur után franciából ford. Pest, 1871. (Különnyomat a Magyar Államból).
- Szentkuti emlék. A B. Szűz mátraverebélyi kegyhelyéről. Az ájtatos hívek lelki hasznára szerkesztette. Léva, 1889.
- Krisztus tanúi a történelemben (1976)[1]